# Grouard (Alberta)
Pour les articles homonymes, voir Grouard.
Grouard est un hameau (hamlet) de Big Lakes, situé dans la province canadienne d'Alberta. Il est nommé en hommage à Mgr Émile Grouard.

## Histoire
Grouard est célèbre pour avoir été le lieu de l'installation de la Mission Saint-Bernard à l'origine du village, mission où finirent leur vie les évêques Isidore Clut et Émile Grouard.

## Démographie
En tant que localité désignée dans le recensement de 2011, Grouard a une population de 303 habitants dans 84 de ses 106 logements, soit une variation de -5.9% par rapport à la population de 2006. Avec une superficie de 4,382 5 km2, le hameau possède une densité de population de 69,138 6 hab/km2 en 2011.
Concernant le recensement de 2006, Grouard abritait 322 habitants dans 98 de ses 143 logements. Avec une superficie de 4,380 9 km2, le hameau possédait une densité de population de 73,5 hab/km2 en 2006.